# Енісала
Енісала (рум. Enisala) — село у повіті Тулча в Румунії. Входить до складу комуни Сарікіой.
Село розташоване на відстані 220 км на схід від Бухареста, 33 км на південь від Тулчі, 79 км на північ від Констанци, 86 км на південний схід від Галаца.

## Населення
За даними перепису населення 2002 року у селі проживали 1079 осіб, усі — румуни. Усі жителі села рідною мовою назвали румунську.